# Socijalna zaštita
Socijalna zaštita ili socijalna skrb je pojam koji se odnosi na novčane ili druge doprinose zajednice kako bi se osiguralo ostvarivanje osnovnih potreba ljudskog postojanja; također i na administrativnu, stručnu i drugu pomoć osobama koje nisu posve u stanju da vode brigu o svojim interesima i osigurati si zadovoljavanje osnovnih životnih potreba.
Definicija usluga i osnovnih potreba ovisi o vrijednosnim sustavu pojedinih zajednica koje podliježu i stalnim promjenama.
Praktično svaka povijesna država imala je stanoviti sustav socijalne pomoći i propise kojima se osiguravao opstanak siromašnih, invalida, udovica i djece bez dovoljne skrbi. Tako u židovskoj vjerskoj tradiciji postoji vjerska obveza brige sa siromašne tzdekah, u islamskoj analognu funkciju obavlja ustanova zekata, a u kršćanstvu je osim poticanja privatnog davanja milostinje postojao pravno uređeni sustav brige za potrebite putem vrlo raširenog sustava kršćanskih bratovština te raznih crkvenih redova.
Danas je većini razvijenih i pravnih država kao primjerice u Hrvatskoj mjere socijalne zaštite određene su zakonom. Sredstva osigurava a provedbu u velikoj mjeri organizira vlada.
Socijalna zaštita može biti organizirana od strane dobrotvornih organizacija, neformalnih društvenih skupina, vjerskih skupina, ili međuvladinih organizacija.

## Vanjske poveznice
- Ministarstvo za demografiju, obitelj, mlade i socijalnu politiku Republike Hrvatske  Arhivirana inačica izvorne stranice od 28. listopada 2020. (Wayback Machine)
- Centar za socijalnu skrb Zagreb  Arhivirana inačica izvorne stranice od 21. srpnja 2020. (Wayback Machine)
- Hrvatski Caritas
- Hrvatski Crveni križ
- Zakon o socijalnoj skrbi
- socijalna skrb Hrvatska enciklopedija